# Manuel II Palaiologos
Manuel II Palaiologos, född 27 juni 1350, död 21 juli 1425, var bysantinsk kejsare från 1391 till sin död.

## Biografi
Manuel II Palaiologos var gift med den serbiska prinsessan Helena Dragaš.
Han vädjade förgäves till Västeuropa om hjälp mot turkarna. Timur Lenks angrepp på det osmanska riket räddade dock Konstantinopel för tillfället och gjorde det möjligt för Manuel II att återvända dit. 
Den 12 september 2006 höll påven Benedictus XVI en föreläsning vid Regensburgs universitet betitlad Faith, Reason and the University — Memories and Reflections. Påven citerade vid detta tillfälle en skrift författad av Manuel II år 1391: 
| ” | Visa mig det nya som Muhammed har kommit med och du ser bara våld och omänsklighet, som exempelvis hans uppmaning att sprida tron med svärdets hjälp. | „ |